# Bågatjärnen, Ångermanland
Bågatjärnen är en sjö i Bjurholms kommun i Ångermanland och ingår i Lögdeälvens huvudavrinningsområde. Sjön har en area på 0,253 kvadratkilometer och ligger 283,1 meter över havet. Vid provfiske har lake, mört, röding och öring fångats i sjön.

## Delavrinningsområde
Bågatjärnen ingår i det delavrinningsområde (708959-164425) som SMHI kallar för Utloppet av Bågatjärnen. Medelhöjden är 317 meter över havet och ytan är 2,59 kvadratkilometer. Räknas de 2 avrinningsområdena uppströms in blir den ackumulerade arean 5,98 kvadratkilometer. Vattendraget som avvattnar avrinningsområdet har biflödesordning 3, vilket innebär att vattnet flödar genom totalt 3 vattendrag innan det når havet efter 74 kilometer. Avrinningsområdet består mestadels av skog (79 procent). Avrinningsområdet har 0,25 kvadratkilometer vattenytor vilket ger det en sjöprocent på 9,4 procent.